# Philipp Nicolai
Pour les articles homonymes, voir Nicolai.
Philipp Nicolai, né le 10 août 1556 à Bad Arolsen et mort le 26 octobre 1608 à Hambourg, est un pasteur luthérien, poète et compositeur allemand.

## Biographie
D'abord élève de Ludwig Helmbold à Mühlhausen (Thuringe) il fut ensuite pasteur à Herdecke d'où, pendant la Contre-Réforme, il fut chassé par des mercenaires espagnols. Il travailla comme prédicateur dans la paroisse luthérienne clandestine de Cologne (ville catholique !). En 1579, il demeura un bref moment avec son frère Jeremias dans le monastère désert de Volkhardinghausen (aujourd'hui Bad Arolsen). Au printemps 1587, il devint vicaire de l'église de Nieder-Wildungen. En cette qualité, il occupa d'octobre 1587 à juin 1588 le poste de pasteur devenu vacant. À partir de l'octobre 1588, il exerça comme prédicateur de la cour et précepteur du comte Wilhelm Ernest von Waldeck dans la ville voisine d'Alt-Wildungen. En 1596 il devint pasteur à Unna (Westphalie) puis, en 1601, pasteur principal à Sainte-Catherine de Hambourg où il mourut en 1608.
Il était un défenseur infatigable du luthéranisme contre le catholicisme et le calvinisme, en même temps qu'il cherchait à développer une piété mystique intérieure.
Sur le plan musical, Nicolai est considéré comme l'un des derniers représentants de la tradition des Meistersinger, dans laquelle les mots et la musique, le texte et la mélodie sont l’œuvre d'une seule et même personne. Il est célébré en tant que compositeur de chorals sacrés dans le Calendrier des Saints de l'Église luthérienne le 26 octobre avec Johann Heermann et Paul Gerhardt.
Jean-Sébastien Bach reprendra ses textes pour 8 de ses cantates : BWV 1, 36, 37, 49, 61, 140, 172 et la cantate BWV Anh. 199, à la musique perdue, et un choral BWV 436.

## Œuvres
- Il est notamment l'auteur de deux hymnes (plus souvent appelés en français « chorals »): Wachet auf, ruft uns die Stimme et Wie schön leuchtet der Morgenstern. Ces deux chants ont inspiré plusieurs autres compositeurs, parmi lesquels Johann Sebastian Bach (dont les cantates Wie schön leuchtet der Morgenstern BWV 1 et Wachet auf, ruft uns die Stimme BWV 140) sont respectivement basées sur Wie schön leuchtet der Morgenstern et Wachet auf, ruft uns die Stimme). La version pour orgue du second, telle que publiée dans Chorals Schübler, est de renommée mondiale.
- Freudenspiegel des ewigen Lebens, écrit en 1599 après la peste à Unna, contient les textes et les mélodies des chorals Wie schön leuchtet der Morgenstern (EG 70) et Wachet auf, ruft uns die Stimme (EG 147 et 535 avec la version de Bach de la troisième strophe « Gloria sei dir gesungen ») qu'on trouve dans l'actuel Evangelisches Gesangbuch. Les deux chants figurent aussi dans le Gotteslob catholique (« Wachet auf » Nr. 110, et « Wie schön leuchtet der Morgenstern » avec un texte légèrement modifié, Nr. 554).